# 尖峰負載發電廠

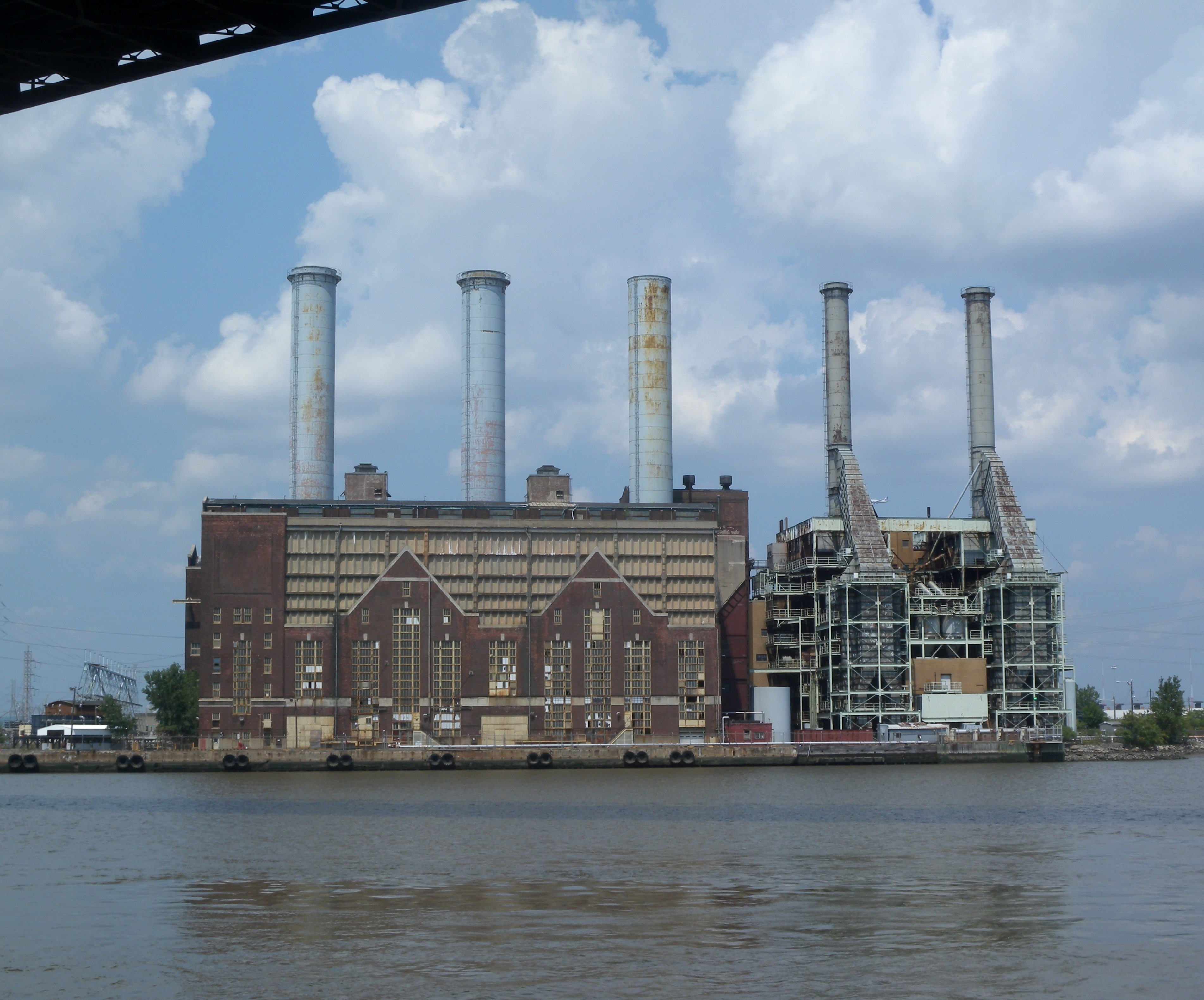
位於美國新澤西州哈肯薩克河畔的，該發電廠原為燃煤基載發電廠，目前已改建為燃氣尖峰發電廠運作。

尖峰負載發電廠（英語：Peaking power plants）也被稱為調峰發電廠或簡稱為尖載電廠，並只在供電網路的用電需求提高時，由電力調度中心調度投入的短時段運轉發電廠，由於尖載發電廠在每小時千瓦的發電成本上，相對於基載發電廠來的更高，因此尖載發電廠僅在收到發電需求後偶爾進行發電。當尖載發電廠與基載發電廠共同搭配電力調度使用時，其可靠與穩定輸出的供電能力，將可以滿足一供電網路中，最低的用電需求。

## 尖峰時段
在美國，用電高峰時段通常發生在一日的下午，特別是在空調用量特別高的夏季。在這段期間，許多工作場所仍處於上班時段，因此會持續消耗電力。而用電尖高時段也可能發生在夜晚人們下班回家後，由於這段時間，家中的電器產品會大量被使用。
尖峰發電廠可以每日運轉發電數個小時，或是每年僅運轉數個小時，這取決於尖峰發電廠所在之供電網路的電力負載狀況。由於，興建一座成本高昂的尖峰發電廠，若把它定位為高效率的基載發電廠來運轉，相較於僅在短時間或高可變的時間運轉發電，是毫無經濟效益可言的。另外，基載發電廠中所安裝的發電機組與燃料供給方式會因為發電負載的快速起伏而造成機組損傷，因此基載發電廠的發電機組模式，非常不適合安裝於尖載發電廠中。因此，鑑於上述的原因，核能發電、地熱發電、焚化發電、燃煤、生質能發電以及電網儲能等發電方式很少被應用於尖峰發電廠。

## 類型
在美國，一般尖峰發電廠都會採用燃燒天然氣的氣渦輪發電機組。少部分尖峰發電廠則會使用自石油萃取出的各式油氣作為燃料，如柴油或是航空燃油，但也因為上述的燃料成本高昂，因此燃燒這些油料的尖峰發電廠運轉上會被限制。然而，許多尖峰發電廠仍會將石油作為備用的發電燃料。一座單循環發電機組的發電廠，其熱效率約20至42%之間，而新建完成的發電廠則會因新建的設備，其熱效率更高在30至42%之間。
為了提升熱能使用效率，發電廠會再安裝一座廢熱回收爐（HRSG）以接收發電機組發電後所產生之熱廢氣進行再次發電。這樣的發電機組合，就被稱為複循環發電機組。汽電共生的話，則是透過利用燃燒廢物所產生之廢熱，或是燃燒其餘物質的廢熱來進行發電。不過，上述的兩種發電方式是適用於更長時間運轉的發電廠。使用往復式內燃機的天然氣發電機與柴油發電機，會應用在較小型的發電廠以支持供電網路的穩定。
另一種提高然氣渦輪發電機的效率與功率輸出的方式為，在然氣渦輪機的空氣進氣口加裝冷卻系統，如此一來，降低了進入汽渦輪機的空氣溫度可以提升質量流動率。而這樣的作法如再與熱能儲存（TES）槽組合，將可增加汽渦輪機於離峰期間的運轉效率達30%。

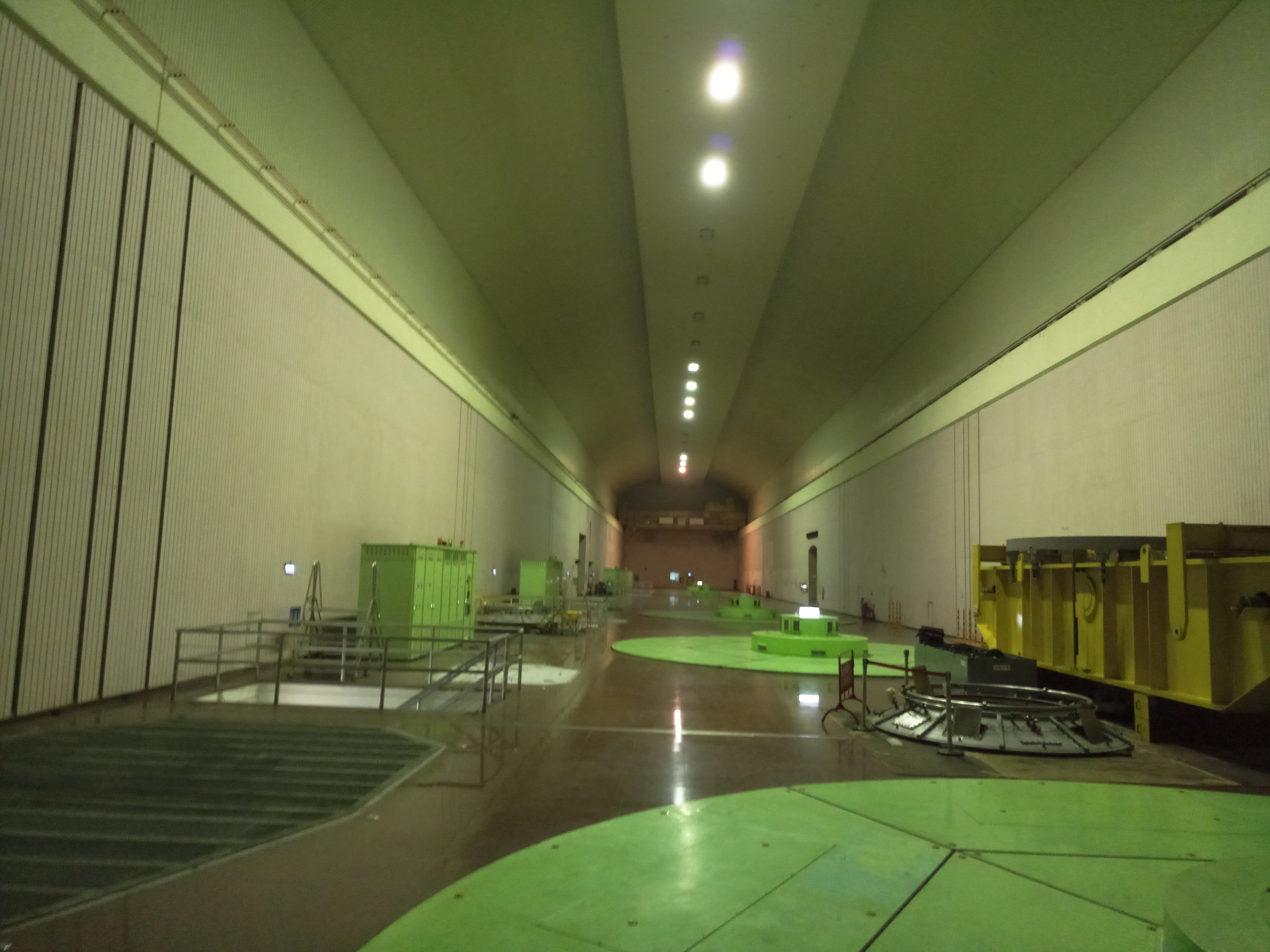
臺灣電力公司明潭發電廠抽蓄機組的地下廠房，該發電廠是台灣最大之抽蓄水力發電廠。

抽水蓄能式水力發電 是目前可用最大容量的電網儲能方式，常用於電力負載離峰或是尖峰的時候。抽蓄式發電是透過重力位能將水儲存在高處的水庫中。這種低成本的儲能方式是在用電離峰期間，將位於下池的水透過水輪機作為抽水幫補向上抽送至上池的水庫蓄留。而在用電尖峰期間，再將上池的水向下衝擊水輪機進行發電，發電後的尾水再次排放至下池水庫。這種發電方式的優勢在於，從抽水完成後到停機啟動發電，僅需要幾分鐘的時間就能夠讓發電機組滿載運轉。
慣常式水力發電 擁有可調度的特性，因此慣常式水力發電廠可針對任何用電負載峰值上，降低和提高其發電量。而針對慣常式水力發電廠所在之流域的水理環境，可再定位為基載發電廠或是尖峰發電廠來接受調度使用。而當一區域內沒有夠大的水壩能夠支撐慣常式水力發電廠發電時所需的水量時，就可利用氣渦輪發電機組以及抽蓄式水力發電廠來投入尖峰發電使用。

## 基本負載發電廠
相對於尖峰負載發電廠的就是基本負載發電廠，基載發電廠通常都會長時間恆定的運轉，提供電網最低的電功率需求，除了發電機組逢大修週期、故障，或是更新等因素才會停機解聯。而介於尖載與基載之間的發電廠便稱為中載發電廠，通常中載發電廠會在夜間用電需求降低時，也將廠內的發電機組降載運轉，以減少發電量輸出。在一供電網路中，由於尖載發電廠發電時，低效率與高成本的特性，因此基載發電廠與中載發電廠通常會被優先調度發電以滿足用電需求。

## 資料來源
1. ↑  Renewable and Efficient Electric Power Systems by Gilbert M. Masters
2. ↑  . Oglethorpe Power.   [2016-08-22]. （原始内容存档于2009-11-01）.
3. ↑  Kamal NA, Zuhair AM. . Sudan Eng. Soc. J., 52(4-6): 7-14. 2006.
4. ↑  . Oglethorpe Power.   [2016-08-22]. （原始内容存档于2009-10-31）.